# Coelachyrum longiglume
Coelachyrum longiglume là một loài thực vật có hoa trong họ Hòa thảo. Loài này được Napper mô tả khoa học đầu tiên năm 1963.